# Холтосон

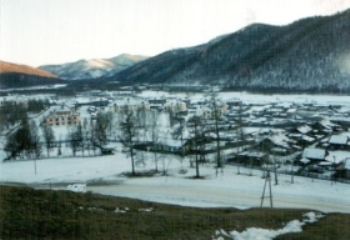
Холтосон зимой

Холтосо́н (бур. Холтоһон) — село в Закаменском районе Бурятии, входит в городское поселение «Город Закаменск» (с 2015 года). С 1953 по 2003 год — посёлок городского типа.

## Название
Название села произошло от бурятского слова «холтоһон», в переводе означающая «кора лиственная».

## География
Село находится в 9 км к югу от центральной части города Закаменска на правом берегу реки Модонкуль при впадении в неё речки Халцисон.

## История
Основание в 1930 годах посёлка Холтосон связано с Джидинским вольфрамо-молибденовым комбинатом, на строительство которого приехали рабочие со всех уголков СССР. Строили они и рудник «Холтосон», и сам одноимённый шахтёрский посёлок, в частности, двухэтажные жилые дома, школу и др. Здесь добывался вольфрам и молибден для Джидинского комбината. С началом Великой Отечественной войны в Закаменский район были принудительно переселены немцы из Поволжья. Основным местом их расселения стали посёлки Баянгол и Нижний Холтосон, где они работали на лесоповале и других тяжёлых работах.
В послевоенные годы посёлок продолжал успешно развиваться, было построено много зданий жилого и социального сектора. 
3 января 1952 года образован рабочий посёлок Нижний Холтосон. В марте 1959 года рабочий посёлок Нижний Холтосон переименован в рабочий посёлок Холтосон.
Однако в начале 1990-х годов, после распада СССР и последовавшего экономического кризиса, прекратил свою работу Джидинский комбинат. Закрылся и рудник «Холтосон». Это негативно отразилось на социально-экономическом положении посёлка: шахтёры остались без работы. Увеличился отток населения в другие районы Бурятии и за её пределы.
12 ноября 2003 года посёлок городского типа Холтосон был преобразован в село.
Законом Республики Бурятия от 7 июля 2015 года № 1206-V, городское поселение «Город Закаменск» и сельское поселение «Холтосонское» были преобразованы, путём их объединения, в городское поселение «Город Закаменск».

## Население
| 1959 | 1970  | 1979  | 1989  | 2002  | 2010 |
| ---- | ----- | ----- | ----- | ----- | ---- |
| 3296 | ↘2272 | ↘1568 | ↘1497 | ↘1059 | ↘877 |

Национальный состав
Население села многонациональное.

## Школа
Первая школа в Холтосоне была открыта в 1938 г., находилась она на улице Пионерской 4. Домик был маленький, деревянный, всего училось 30 учеников. Директором была Галина Михайловна Жаркова.
В 1943 году открылась школа на месте бывшей погранзаставы (ныне улица Школьная). Училось в ней 100 человек в 4 классах. За тем была открыта семилетняя Нижне-Холтосонская школа, в которой обучалось — более 200 человек.
С 1956 года открылась новая школа уже на 400 мест (бывшее здание комендатуры, хозмагазина, парикмахерской, книжного магазина).
На конец 2013 учебного года в школе обучается 103 ученика. Директор Очирова Стелла Виссарионовна.

## Инфраструктура
В Холтосоне имеется сельская администрация, средняя школа, детский сад.

## Известные люди
- Дашиева, Татьяна Цыреновна ― российская бурятская художница, Заслуженный художник Республики Бурятия[11].